# シドラ湾事件 (1989年)
シドラ湾事件 (1989年)（シドラわんじけん）は、1989年1月4日に地中海南部のシドラ湾上空において発生した、アメリカ海軍部隊とリビア空軍の交戦事件。1981年のシドラ湾事件や1986年のリビア爆撃（エルドラドキャニオン作戦）に引き続いて発生したものである。この事件において、アメリカ海軍機はリビア空軍機2機を撃墜した。

## 概要
リビアは1973年からシドラ湾（シルテ湾）は自国領海と主張し、ベンガジとミスラタを結んだ線を領海の境界とした。これに対し、アメリカ合衆国は、その主張は広すぎるために認められないとし、広すぎる部分については公海であり航行の自由が認められるとした。その上で、リビアに対する圧力・挑発もかねて、リビアの主張する境界線内も含む海域で空母機動部隊による艦隊演習を行った。これにより、1981年のシドラ湾事件が発生していたが、1989年にもアメリカ海軍は同様に演習を行った。
1989年1月4日に、ジョン・F・ケネディを旗艦とする空母機動部隊は、リビアの北約130kmのクレタ島南部にあった。VA-75とVMFA(AW)-533のA-6E攻撃機が訓練を行い、これにVF-14とVF-32から2機ずつのF-14A戦闘機が護衛を兼ねた戦闘空中哨戒（CAP）を行っていた。VF-32所属の2機のF-14A（コールサイン「AC207」機体No.159619 ジョセフ・バーナード・コネリー中佐、レオ・F・エンライト中佐　「AC202」機体No.159473 ハーモン・C・クックIII大尉、スティーブン・パトリック・コリンズ少佐）が南に向かっていたとき、VAW-126のE-2C早期警戒機がリビア東部トブルク近郊からリビア軍のMiG-23戦闘機2機が離陸したことを通知した。VF-14の2機がA-6編隊の護衛についていたため、VF-32の2機は南に約117.5km離れた地点でMiG-23を捕捉し、無線で警告を発した。MiG-23は高度約8,000ftまで降下し、F-14Aとすれ違った。F-14AはMiG-23から反転して離れたが、MiG-23は4度も接近を繰り返した。VF-32のパイロットはAN/AXX-1TVカメラセットでMiG-23が武装していることを確認し、空母のCDCはMiG-23の行動が敵対行動であるとして撃墜を許可した。MiG-23との距離が約32km以内になったとき、F-14AがAIM-7を発射したが、設定の誤りにより誘導に失敗し、約7秒後に発射された2発目も失敗に終わった。2機のF-14Aは反撃を警戒していったん距離をとり、しばらくしてから合流した。MiG-23まで約6.4kmの距離に接近したとき、F-14AがAIM-7を発射し、1機を撃墜した。もう一方のF-14Aも残るMiG-23の背後につき、2.8kmの距離からAIM-9を発射して撃墜した。リビア軍のパイロットは脱出したが、救助は確認されていない。アメリカ軍に損害はなかった。

## 諸説
このときのリビア軍の航空機はソ連製のMiG-23であるが、それがどの派生型であったかについては諸説ある。アメリカ側の発表ではこのときの機体は後期型のMiG-23MLであったとされているが、ソ連・ロシアの資料では初期の輸出型のMiG-23MSであったとされている。